# Jaša Jamnik
Jaša Jamnik, slovenski igralec in režiser, * 20. november 1964, Ljubljana
Študiral je na Akademiji za gledališče, radio, film in televizijo v Ljubljani. Igral je v mnogo televizijskih vlogah, najbolj pa je zaslovel kot dr. Bogomir Moljka (psihiater) v nadaljevanki Naša mala klinika.

## Filmografija

### Režiral sinhronizacijo
- Račje zgodbe
- Palček David